# Мархвиньский, Филип
Филип Мархвиньский (пол. Filip Marchwiński; родился 10 января 2002, Познань) — польский футболист, полузащитник клуба «Лех» и сборной Польши.

## Клубная карьера
С 2009 года выступает в футбольной академии клуба «Лех Познань». 12 декабря 2018 был включён в заявку основной команды. 16 декабря 2018 года дебютировал в основном составе «Леха» в матче высшей лиги чемпионата Польши против клуба «Заглембе». Отличился в этой встрече забитым мячом, став самым молодым автором гола «Леха» в истории клуба.

## Карьера в сборной
Выступал за сборные Польши до 16, до 17, до 19 лет и до 21 года.